# Pamela Villoresi
Maria Pamela Villoresi (Prato, 1º gennaio 1957) è un'attrice italiana.

## Biografia
È nata a Prato da padre toscano e madre tedesca. Inizia lo studio del teatro al Metastasio di Prato a soli 13 anni, a 14 debutta come protagonista nel Re nudo di Schwarz diretta da Paolo Magelli. All'età di 17 anni gira il Marco Visconti che la rende famosa al grande pubblico, e a 18 approda al Piccolo Teatro di Milano da Giorgio Strehler, e partecipa con Jack Lang alla fondazione dell'Unione dei Teatri d'Europa. Ha recitato in più di 60 spettacoli di cui 5 con Strehler, e poi con Nino Manfredi, Vittorio Gassman, Mario Missiroli, Giancarlo Cobelli e Maurizio Panici, al fianco dei più noti attori italiani.
Si è specializzata nell'interpretazione della poesia (ha in repertorio 23 recital di poesie) ed è stata voce recitante in 5 melologhi. Ha commissionato molti nuovi testi drammaturgici, tutti messi poi in scena e alcuni pubblicati in italiano e inglese. Ha diretto lei stessa 28 spettacoli. Ha lavorato in oltre trenta film, con registi quali Miklos Jancso, Marco Bellocchio, i fratelli Taviani, Giuliano Montaldo e Paolo Sorrentino ne La grande bellezza, premio Oscar 2014 come miglior film straniero.
Ha girato otto sceneggiati televisivi per la Rai, diretta da Anton Giulio Majano, Mario Ferrero e Salvatore Nocita. Ha condotto la trasmissione Milleunadonna. È stata docente di recitazione e poesia a Prato, Reggio Calabria, Lugano, Guastalla e Orbetello. È stata direttore artistico di 4 Festival: Ville Tuscolane, Festival dei Mondi, Arie di Mare, Divinamente Roma e Divinamente New York.
È stata nel consiglio di amministrazione dell'Accademia nazionale d'arte drammatica, del Met Teatro Stabile della Toscana e del Teatro Argentina Stabile di Roma. Ha ideato e realizzato, a Prato per l'Ateneo di Firenze, il primo corso universitario Progeas per i mestieri organizzativi e promozionali dello spettacolo.
Ha vinto numerosi premi tra cui due Maschere d'oro, due Grolle d'oro, due premi Ubu, uno alla carriera e uno per la Pace insieme a Ibrahim Rugova e al Patriarca di Gerusalemme, e la Medaglia d'oro del Vaticano tra i cento artisti del mondo che favoriscono il dialogo con la spiritualità. L'8 aprile 2018 è stata nominata direttrice del Teatro Stabile Biondo di Palermo per il quinquennio 2019-2023. 

## Vita privata
Pamela Villoresi è vedova del direttore della fotografia Cristiano Pogany, da cui ha avuto 3 figli: Eva, Tommaso e Isabel (adottata). È molto legata a Monte Argentario, dove possiede una residenza. Si professa cattolica, anche se le sue posizioni sono più vicine al panteismo.

## Filmografia

### Cinema
- Dimmi che fai tutto per me, regia di Pasquale Festa Campanile (1976)
- Dedicato a una stella, regia di Luigi Cozzi (1976)
- Vizi privati, pubbliche virtù, regia di Miklós Jancsó (1976)
- Sahara Cross, regia di Tonino Valerii (1977)
- Il gabbiano, regia di Marco Bellocchio (1977)
- Il giocattolo, regia di Giuliano Montaldo (1979)
- Bersaglio altezza uomo, regia di Guido Zurli (1979)
- Splendor, regia di Ettore Scola (1989)
- Password, regia di Aldo Lado (1989)
- Pummarò, regia di Michele Placido (1990)
- Evelina e i suoi figli, regia di Livia Giampalmo (1990)
- Dicembre, regia di Antonio Monda (1990)
- Una vita scellerata, regia di Giacomo Battiato (1990)
- Il sole anche di notte, regia di Paolo e Vittorio Taviani (1990)
- Death has a bad reputation, regia di Lawrence Gordon Clark (1990)
- Cecilia, regia di Antonio Morabito (2001)
- I banchieri di Dio - Il caso Calvi, regia di Giuseppe Ferrara (2002)
- Niente è come sembra, regia di Franco Battiato (2007)
- Era mio fratello, regia di Claudio Bonivento (2008)
- Quell'estate, regia di Guendalina Zampagni (2008)
- Amore 14, regia di Federico Moccia (2009)
- Amici miei - Come tutto ebbe inizio, regia di Neri Parenti (2011)
- La grande bellezza, regia di Paolo Sorrentino (2013)
- Ho ucciso Napoleone, regia di Giorgia Farina (2015)
- Orecchie, regia di Alessandro Aronadio (2016)
- Youtopia, regia di Berardo Carboni (2018)
- Per tutta la vita, regia di Paolo Costella (2021)
- La donna per me, regia Marco Martani (2022)
- Cento cuori, regia di Paolo Damosso (2023)

### Televisione
- Diagnosi, regia di Mario Caiano (1975)
- Marco Visconti, regia di Anton Giulio Majano (1975)
- Il commissario De Vincenzi, regia di Mario Ferrero (1977)
- Ligabue, regia di Salvatore Nocita (1977)
- Effetti speciali, regia di Gianni Amelio (1978)
- Lulù, regia di Mario Missiroli (1980)
- La Velia, regia di Mario Ferrero - miniserie televisiva (1980)
- L'assedio, regia di Silvio Maestranzi (1980)
- Un cappello pieno di pioggia, regia di Gianni Serra (1984)
- Un foro nel parabrezza, regia di Sauro Scavolini (1985)
- Le due croci, regia di Silvio Maestranzi (1988)
- Un bambino in fuga, regia di Mario Caiano (1990)
- Il ritorno di Ribot, regia di Pino Passalacqua (1991)
- Tassilo Gruber, regia di Hajo Gies (1991)
- Moscacieca, regia di Mario Caiano – miniserie TV (1993)
- Una donna del nord, regia di Franz Weisz (1999)
- Un bel servizio, regia di Paolo Damasso (2003)
- Canto di libertà, regia di Valerio d'Annunzio (2006)
- Il ladro di giocattoli, regia di Lucio Gaudino (2006)
- La libertà allo specchio, regia di Vanni Vallino (2014)
- Non uccidere, regia di Giuseppe Gagliardi – serie TV, episodio 1x10 (2016)
- 1993 – serie TV, episodio 2x01 (2017)
- Romanzo famigliare – serie TV (2018)
- Don Matteo – serie TV, 8 episodi (2018-2024)

### Cortometraggi
- Cecilia, regia di Antonio Morabito (2001)
- Un posto libero, regia di Eros Achiardi (2005)
- Niente è come sembra, regia di Franco Battiato (2005)

## Teatro

### Prosa teatrale
- Melologo su Clara Schumann, di Piero Rattalino (1970)
- L'ispettore generale di Nicolaj Gogol, regia Mario Missiroli (1972)
- Il re nudo, di Eugenj Schwarz (1972)
- Il carcere, regia di Marco Parodi (1973)
- Commedia cauteraria, regia di Marco Parodi (1973)
- Il matrimonio di Figaro di Pierre-Augustin Caron de Beaumarchais, regia di Armando Pugliese (1973)
- La figlia di Iorio di Gabriele D'Annunzio, regia Giancarlo Cobelli (1973)
- Cirano di Edmond Rostand, regia di Marco Gagliardo (1974)
- Il campiello di Carlo Goldoni, regia di Giorgio Strehler (1975)
- La Venexiana, regia di Giancarlo Cobelli (1977)
- Arlecchino servitore di due padroni di Carlo Goldoni, regia di Giorgio Strehler (1977)
- Temporale di August Strindberg, regia di Giorgio Strehler (1980)
- Otello di William Shakespeare, regia di Alvaro Piccardi (1982)
- Minna Von Barnhelm, di Gotthold Ephraim Lessing, regia di Giorgio Strehler (1983)
- La dodicesima notte, di William Shakespeare, regia di Marco Sciaccaluga (1985)
- La tragedia di Didone, regina di Cartagine di Christopher Marlowe, regia di Cherif (1986)
- La fiaccola sotto il moggio di Gabriele D'Annunzio, regia di Piero Maccarinelli (1986)
- Les Liasons Dangereuses di Christopher Hampton, regia di Antonio Calenda (1988)
- Gente di facili costumi, di Nino Manfredi e Nino Marino, regia di Nino Manfredi (1988)
- Hanging the president, di Michele Celeste, regia di Piero Maccarinelli e Pamela Villoresi (1990)
- Diotima o la vendetta di Eros, di Bebetta Campeti, regia di Pamela Villoresi (1990)
- Il piacere di dirsi addio, di Jules Renard, regia di Marco Sciaccaluga (1991)
- Marina e l'altro, di Valeria Moretti, con Bruno Armando, regia di Pamela Villoresi (1991)
- Crimini del cuore, di Beth Henley, regia di Nanny Loy (1992)
- Curva cieca, regia di Pamela Villoresi (1992)
- L. Cenci, regia di Giuseppe Manfridi (1992)
- Le baruffe chiozzotte di Carlo Goldoni, regia di Giorgio Strehler (1992)
- Lapin, Lapin di Coline Serrau, regia di Marco Sciaccaluga (1995-1996)
- Taibele e il suo demone di Isaac Bashevis Singer e Eve Friedman, regia di Pamela Villoresi (1995-1996)
- Antigone di Jean Anouilh, regia di Maurizio Panici (1996-1997-1998)
- Il caso Fedra di Michele di Martino, regia di Maurizio Panici (1997)
- Chanson de Bilitis, Musiche di Debussy, al flauto Marzio Conti (1998)
- Atridi di Michele Di Martino, regia di Maurizio Panici (1998)
- La viola di Prato di Valeria Moretti, regia di Pamela Villoresi (1999)
- Amore e chimica di Jean-Noël Fenwick con Pietro Longhi e Gabriella Silvestri (1999)
- La locandiera di Carlo Goldoni, regia di Maurizio Panici (2000)
- Rappresentazione della croce di Giovanni Raboni, regia di Pietro Carriglio (2000)
- La Deposizione di Emilio Tadini, regia di Beppe Arena (2001)
- Il racconto d'inverno di William Shakespeare, regia di Roberto Guicciardini (2002)
- Il gufo e la gattina di Bill Manhoff, regia di Silvio Giordani (2004)
- Lisistrata di Aristofane, regia Maurizio Panici (2004)
- Storia di Ninì da Lo Scialo di Vasco Pratolini, regia Pamela Villoresi (2005)
- Animali nella nebbia: Una sacra rappresentazione di Edoardo Erba, regia di Paolo Magelli (2007)
- Marlene di Giuseppe Manfridi, regia di Maurizio Panici (2008)
- Appuntamento a Londra di Mario Vargas Llosa, regia Maurizio Panici (2009-2012)
- Vita, scritto e diretto da Angelo Longoni (2011)
- Seagull Dreams - I sogni del Gabbiano, testo e regia di Irina Brook (2023)

## Riconoscimenti
- Premio Ubu
  - 1982/1983 – Migliore attrice per Minna von Barnhelm di Gotthold Ephraim Lessing
  - 1986/1987 – Migliore attrice per Didone, regina di Cartagine di Christopher Marlowe e Thomas Nashe e La fiaccola sotto il moggio di Gabriele D'Annunzio